# Korsze
Korsze [ˈkɔrʃɛ] (deutsch Korschen) ist eine Stadt mit Sitz der Stadt- und Landgemeinde Korsze im Powiat Kętrzyński (Powiat Rastenburg) in der polnischen Woiwodschaft Ermland-Masuren.

## Geographische Lage
Korsze liegt in der historischen Region Ostpreußen, etwa 20 Kilometer nordwestlich von der Kreisstadt Kętrzyn (Rastenburg) und 60 Kilometer nordöstlich von der Woiwodschaftshauptstadt Olsztyn (Allenstein).

## Der Ort Korsze(Korschen)

### Geschichte

#### Ortsgeschichte

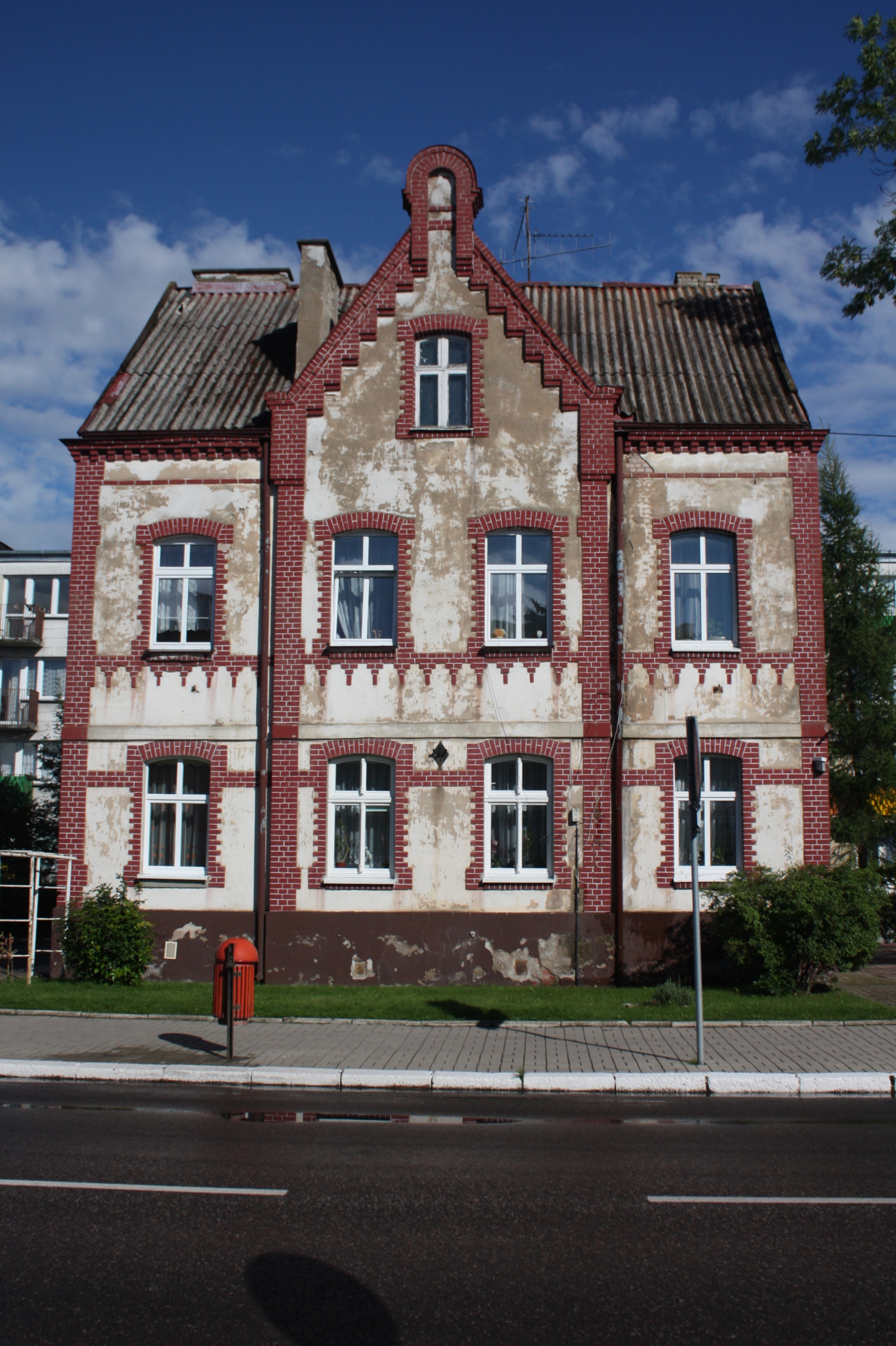
Wohnhaus im Stadtzentrum

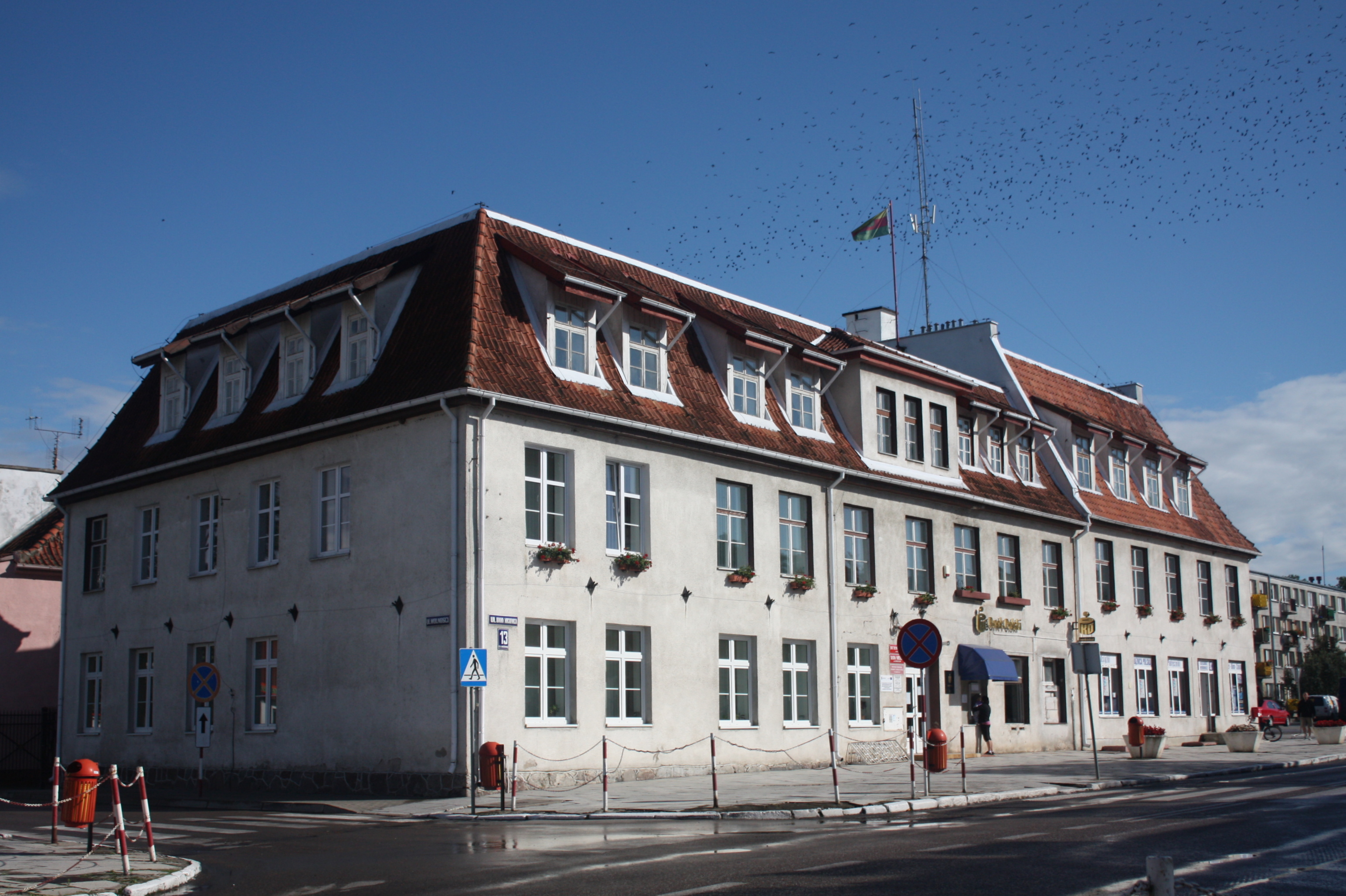
Gebäude im Stadtzentrum

Der Ort wurde 1341 als in campo Cohorsen erwähnt. Die Deutung des prußischen Namens ist unsicher („karšis“: Haselnuss, „karsa“: Höhle, Grotte). Das Dorf Korschen wurde 1448 gegründet. Es ist anzunehmen, dass der Ort viel älter ist, denn es sind Berichte von einem Ritter des Gutes Korschen vorhanden, der in der Schlacht bei Tannenberg 1410 gefallen sein soll. Im Jahr 1785 wird Korschen als ein adliges Gut und Bauerndorf mit einer Kirche und 12 Feuerstellen (Haushaltungen) bezeichnet.
Im Zuge der Neuordnung der preußischen Territorialverwaltung wurde Korschen 1816 in den Kreis Rastenburg, Regierungsbezirk Königsberg, eingegliedert.
Von 1871 bis 1873 wurde Korschen an das Schienennetz angeschlossen. und wurde zu deutscher Zeit ein wichtiger Eisenbahnknotenpunkt in Ostpreußen. Hier kreuzten sich die Eisenbahnlinien (Berlin –) Allenstein – Insterburg (– Tilsit) und Königsberg – Lötzen – Lyck – russische Grenze. Am Anfang des 20. Jahrhunderts wird die Ortschaft als Dorf und Rittergut bezeichnet.
Am 30. April 1874 wurde Korschen Amtsdorf und damit namensgebend für einen Amtsbezirk, der bis 1945 bestand und zum Kreis Rastenburg im Regierungsbezirk Königsberg in der preußischen Provinz Ostpreußen gehörte.
Bis 1945 waren die Dorfbewohner zum großen Teil Bedienstete der Reichsbahn und der Reichspost. Industrie hatte Korschen außer dem Eisenbahnbetriebswerk sehr wenig. Es befand sich hier lediglich ein Imprägnierwerk, in dem Eisenbahnschwellen und Strom- bzw. Telegrafenmasten aus Holz gefertigt und witterungsfest gemacht wurden. Weiterhin hatte Korschen ein Dauermilchwerk, in dem Kondens- und Trockenmilch sowie Kakao hergestellt wurden. Außerdem war in Korschen die ostpreußische Imkerschule.
Gegen Ende des Zweiten Weltkriegs wurde die Region im Frühjahr 1945 von der Roten Armee besetzt. Im Sommer 1945 wurde Korschen von der sowjetischen Besatzungsmacht zusammen mit der südlichen Hälfte Ostpreußens unter polnische Verwaltung gestellt. Soweit die deutschen Bewohner nicht geflohen waren, wurden sie in der Folgezeit von der örtlichen polnischen Verwaltungsbehörde aus Korschen vertrieben. Die Polen führten für Korschen zunächst die Ortsbezeichnung Korszyn ein, die später in Korsze abgeändert wurde.
Am 22. Juli 1962 wurde die Ortschaft durch Eingemeindung umliegender Orte zur Stadt erhoben. Die Stadt- und Landgemeinde hat etwa 10.000 Einwohner. Wegen der nahegelegenen Grenze zur russischen Oblast Kaliningrad hat der Ort als Eisenbahnknotenpunkt keine große Bedeutung mehr.

#### Amtsbezirk Korschen (1874–1945)
Zum Amtsbezirk Korschen gehörten bei seiner Errichtung vier Orte, am Ende waren es noch drei:
| Deutscher Name    | Polnischer Name | Bemerkungen                                              |
| ----------------- | --------------- | -------------------------------------------------------- |
| Glittehnen        | Glitajny        | 1928 nach Karschau (Amtsbezirk Dönhofstädt) eingemeindet |
| Korschen          | Korsze          |                                                          |
| Korschen, Gut     |                 | 1928 nach Spiegels (Amtsbezirk Rehstall) eingemeindet    |
| Podlechen         | Podlechy        |                                                          |
| vor 1883: Kollmen | Kałmy           | 1921 in die Gemeinde Korschen eingegliedert              |
| ab 1929: Karschau | Karszewo        | vorher: Amtsbezirk Dönhofstädt                           |

Am 1. Januar 1945 bildeten noch Karschau, Korschen und Podlechen den Amtsbezirk Korschen.

#### Bevölkerungsentwicklung
bis 1945
| Jahr | Einwohner | Anmerkungen                                                                                  |
| ---- | --------- | -------------------------------------------------------------------------------------------- |
| 1816 | 0114      | [ 7 ]                                                                                        |
| 1831 | 0154      | [ 8 ]                                                                                        |
| 1858 | 0165      | davon 112 Evangelische und ein Katholik im Rittergut und 52 Evangelische im zugehörigen Dorf |
| 1864 | 0 272     | am 3. Dezember, davon 82 im Gemeindebezirk und 190 im Gutsbezirk                             |
| 1900 | 0490      | [ 5 ]                                                                                        |
| 1910 | 1263      |                                                                                              |
| 1933 | 2742      | [ 11 ]                                                                                       |
| 1939 | 3041      | [ 11 ]                                                                                       |

seit 1945
| Jahr | Einwohner | Anmerkungen |
| ---- | --------- | ----------- |
| 1947 | 1832      | [ 12 ]      |
| 1960 | 3898      |             |
| 2005 | 4714      |             |
| 2014 | 4545      | [ 13 ]      |

#### Altersstruktur
Die Altersstruktur der Stadt Korsze lässt sich an einer Tabelle für das Jahr 2014 ablesen:

### Kirche

#### Evangelisch

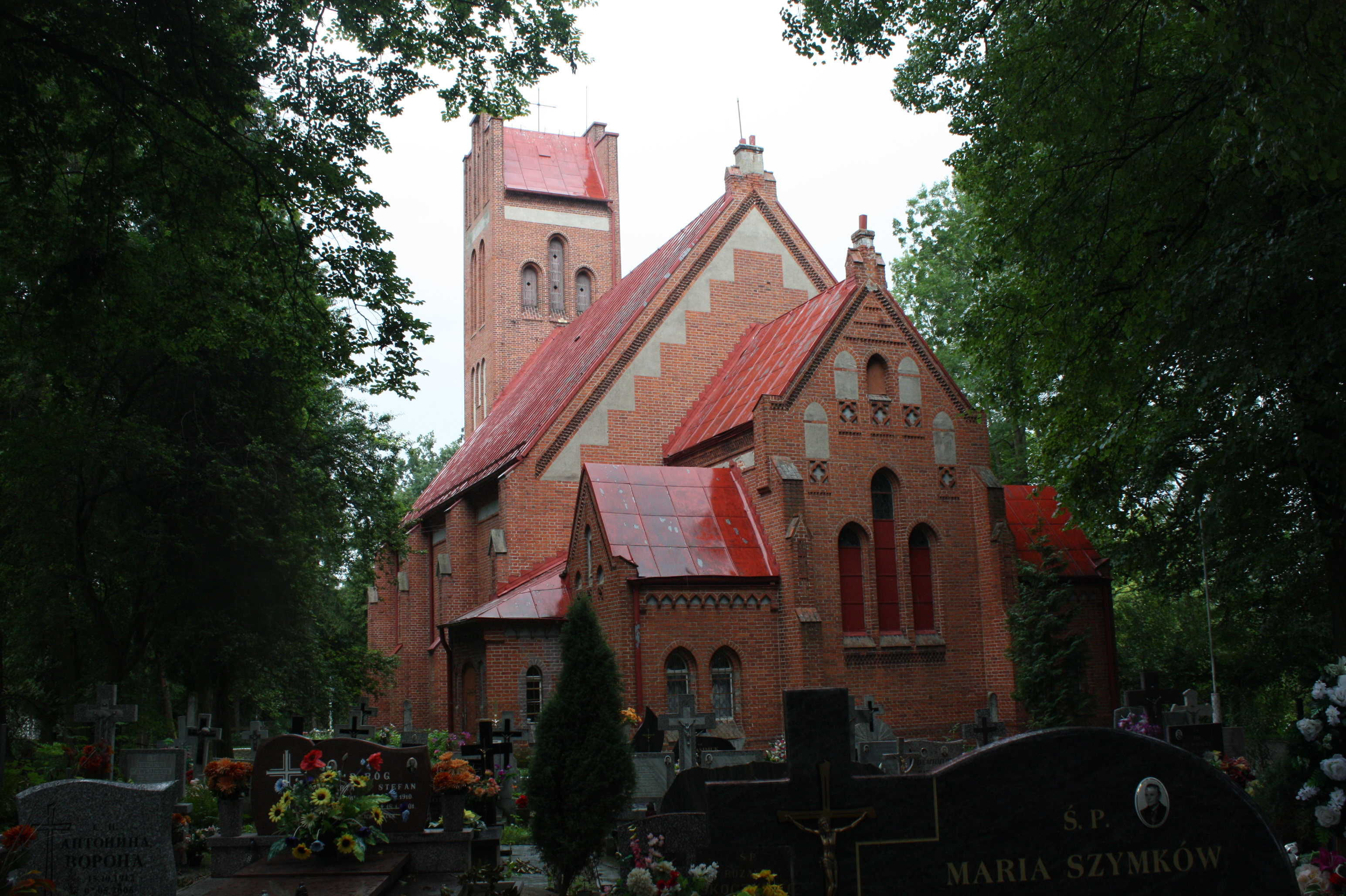
Die bis 1945 evangelische Kirche in Korschen

Vor 1945 war der überwiegende Teil der Einwohner Korschens evangelischer Konfession. Der Ort war in das Kirchspiel der Kirche Leunenburg (polnisch Sątoczno) eingepfarrt. Ersi in den Jahren 1903 und 1904 wurde in Korschen die heute noch erhaltene evangelische Kirche gebaut, wobei die pfarramtliche Verbundenheit mit Leunenburg bis 1945 bestehen blieb. Der zweite Pfarrer in Leunenburg war Geistlicher für Korschen, dem ein eigener Sprengel zugeordnet war. Flucht und Vertreibung der einheimischen Bevölkerung setzten in den Jahren 1945 bis 1950 dem Leben der evangelischen Gemeinde ein Ende. Das Kirchengebäude erhielt die Polnisch-Orthodoxe Kirche. Hier lebende evangelische Kirchenglieder gehören jetzt zur Pfarrei Kętrzyn (Rastenburg) in der Diözese Masuren der Evangelisch-Augsburgischen Kirche in Polen.

#### Römisch-katholisch
Im Rahmen der Bautätigkeiten für die Ostpreußische Südbahn (heutige Bahnstrecke Białystok–Głomno) 1867 und die Südschiene der Preußischen Ostbahn (heutige Bahnstrecke Toruń–Tschernjachowsk) 1871 kamen viele Neubürger, darunter zahlreiche Katholiken nach Korschen. Für die Gottesdienste wurden Räumlichkeiten in einer Apotheke hergerichtet. In den Jahren 1902 bis 1903 entstand mitten im Ort die neugotische Kreuzerhöhungskirche (heute polnisch: Podwyższenia Krzyża Świętego i Matki Boskiej Miłosierdzia), die auch heute noch als katholisches Gotteshaus dient. Die Pfarrei gehört zum Dekanat in Reszel (Rößel) im Erzbistum Ermland.

#### Polnisch-orthodox
Orthodoxes Gemeindeleben begann in Korsze im Jahre 1966. Zwei Jahre später wurde die Polnisch-Orthodoxe Kirche Eigentümerin der bisher evangelischen Kirche. Sie gab ihr den Namen St. Peter und Paul (polnisch: Kościół Świętych Piotra i Pawła). Die Pfarrei gehört zum Dekanat in Olsztyn (Allenstein) in der Diözese Białystok–Danzig der Polnisch-Orthodoxen Kirche.

## Gemeinde

### Gemeindefläche
Die Gemeindefläche beträgt 249,94 km², was 20,61 % der Fläche des gesamten Powiat Kętrzyński ausmacht. 77 % der Gemeindefläche werden landwirtschaftlich, 13 % forstwirtschaftlich genutzt.

### Nachbargemeinden
Korsze ist von fünf Nachbargemeinden umgeben:
- aus dem Powiat Kętrzyński (Kreis Rastenburg): die Landgemeinde Barciany (Barten), die Landgemeinde Kętrzyn (Rastenburg) und die Stadt- und Landgemeinde Reszel (Rößel),
- aus dem Powiat Bartoszycki (Kreis Bartenstein): die Stadt- und Landgemeinde Bisztynek (Bischofstein) und die Stadt- und Landgemeinde Sępopol (Schippenbeil).

### Gemeindegliederung
Die Stadt- und Landgemeinde Korsze gliedert sich in die folgenden 21 Schulzenämter: Babieniec, Błogoszewo, Bykowo, Dłużec Wielki, Garbno, Gudniki, Gudziki, Kałwągi, Karszewo, Kraskowo, Łankiejmy, Parys, Piaskowiec, Płutniki, Podlechy, Prosna, Saduny, Sajna Wielka, Sątoczno, Suśnik und Tołkiny.
1946 umfasste die Landgemeinde Korsze 33 Ortschaften und erstreckte sich auf einer Fläche von 9.431 Hektar. Seit der Gemeindereform von 1973 ist Korsze eine Stadt- und Landgemeinde. Sie umfasste zunächst in 19 Schulzenämter mit insgesamt 69 Ortschaften. Heute sind es 21. Schulzenämter.
| polnischer Name   | deutscher Name (bis 1945) |  | polnischer Name | deutscher Name (bis 1945) |  | polnischer Name | deutscher Name (bis 1945) |
| ----------------- | ------------------------- |  | --------------- | ------------------------- |  | --------------- | ------------------------- |
| Babieniec         | Babziens                  |  | Kamień          | Goldstein                 |  | Saduny          | Sdunkeim                  |
| Błogoszewo        | Seeligenfeld              |  | Karszewo        | Karschau                  |  | Sajna Mała      | Klein Schrankheim         |
| Błuskajmy Małe    | Klein Bloßkeim            |  | Kaskajmy Małe   | Klein Köskeim             |  | Sajna Wielka    | Schrankkeim               |
| Błuskajmy Wielkie | Groß Bloßkeim             |  | Korsze          | Korschen                  |  | Sarkajmy        | Scharkeim                 |
| Bykowo            | Bollendorf                |  | Kowalewo Duże   | Vorwerk Wotterkeim        |  | Sątoczek        | Klein Leunenburg          |
| Chmielnik         | Henriettenhof             |  | Kowalewo Małe   | Wotterkeim                |  | Sątoczno        | Leunenburg                |
| Dąb               | Eichenau                  |  | Kraskowo        | Schönfließ                |  | Słępy           | Schlömpen                 |
| Długi Lasek       | Langwäldchen              |  | Krzemity        | Kremitten                 |  | Starynia        | Groß Altendorf            |
| Dłużec Mały       | Klein Langwalde           |  | Łankiejmy       | Langheim                  |  | Stawnica        | Oberteich                 |
| Dłużec Wielki     | Groß Langwalde            |  | Łękajny         | Landkeim                  |  | Studzieniec     | Wormen                    |
| Dubliny           | Dublienen                 |  | Marłuty         | Mockelkeim                |  | Suliki          | Döhrings                  |
| Dzierżążnik       | Hartels                   |  | Nunkajmy        | Nohnkeim                  |  | Suśnik          | Sußnick                   |
| Dzikowina         | Eberstein                 |  | Olszynka        | Waldriede                 |  | Tołkiny         | Tolksdorf                 |
| Garbno            | Lamgarben                 |  | Parys           | Paaris                    |  | Trzeciaki       | Dreihöfen                 |
| Giełpsz           | Gelbsch                   |  | Piaskowiec      | Sandenberg                |  | Wągniki         | Wangnick                  |
| Glitajny          | Glittehnen                |  | Płutniki        | Plötnick                  |  | Wandajny        | Wendehnen                 |
| Głowbity          | Glaubitten                |  | Podgórzyn       | Friedrichsthal            |  | Warnikajmy      | Warnikeim                 |
| Gnojewo           | Grützau                   |  | Podlechy        | Podlechen                 |  | Wetyn           | Wettin                    |
| Góra              | Annahöhe                  |  | Polany          | Annafeld                  |  | Wiklewko        | Klein Winkeldorf          |
| Gudniki           | Gudnick                   |  | Pomnik          | Pomnick                   |  | Wiklewo         | Winkeldorf                |
| Gudziki           | Godocken                  |  | Prosna          | Prassen                   |  | Wygoda          | Heinriettenhof            |
| Kałmy             | Kollmen                   |  | Równina Dolna   | (Adlig) Unter Plehnen     |  |                 |                           |
| Kałwągi           | Kaltwangen                |  | Równina Górna   | (Adlig) Ober Plehnen      |  |                 |                           |

### Bevölkerung

#### Altersstruktur
Im Jahre 2014 ergab sich im Blick auf die Altersstruktur der Einwohner der Gmina Korsze dieses Bild:

### Verkehr

#### Straße
Die Gmina Korsze liegt im Kreuzungsbereich zweier Woiwodschaftsstraßen, die in Nord-Süd- bzw. Ost-West-Richtung das Gemeindegebiet durchlaufen: die Woiwodschaftsstraße 590 (Barciany–Reszel–Biskupiec) und die Woiwodschaftsstraße 592 (Bartoszyce–Kętrzyn–Giżycko). Im Übrigen sind die Ortschaften der Gmina durch Nebenstraßen und Landwege gut miteinander vernetzt.

#### Schiene

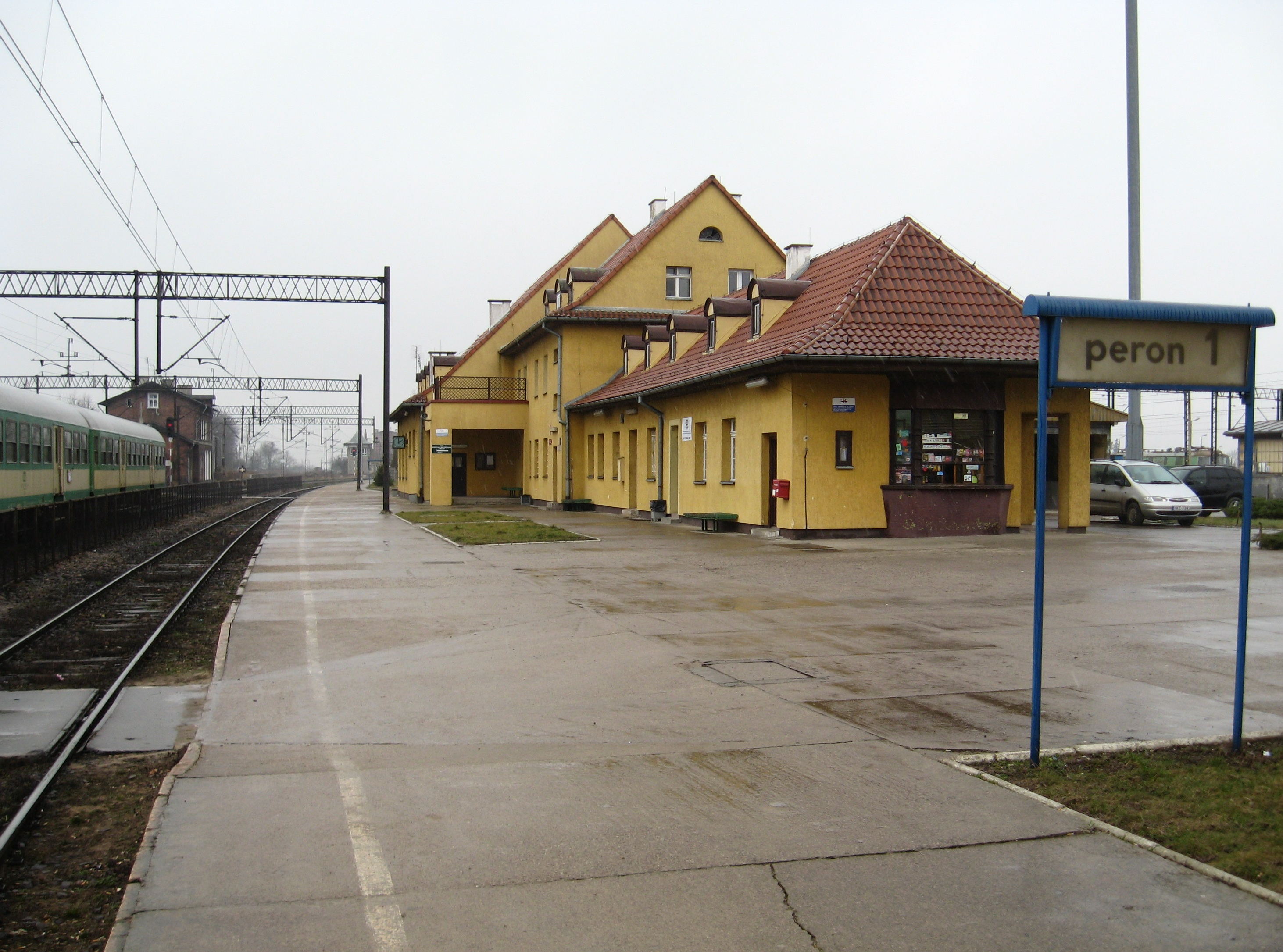
Das Stationsgebäude des Inselbahnhofs in Korsze

Die Gemeinde durchziehen zwei Bahnstrecken, die heute allerdings im Personenverkehr nur noch mit Ausgangs- und Endpunkt Korsze befahren werden. Dementsprechend verringert sich auch die ursprüngliche Zahl der Bahnstationen im Gemeindegebiet.
- Die Bahnstrecke Białystok–Głomno mit der Bahnstation Tołkiny (Tolksdorf) geht nicht mehr über Korsze hinaus, so dass die Bahnstationen Głowbity (Glaubitten) und Studzieniec (Wormen) nicht mehr angefahren werden;
- Die Bahnstrecke Toruń–Tschernjachowsk mit der Bahnstation Łankiejmy (Langheim) endet ebenfalls in Korsze, so dass die Station Parys (Paaris) nicht mehr angefahren wird.